# 法学期刊列表
法学期刊列表收录各种法学的期刊、杂志。

## 中文期刊
- 《中国法学》，中国法学会主办
- 《法学研究》，中国社会科学院法学研究所主办
- 《环球法律评论》，中国社会科学院法学研究所主办
- 《法学评论》，武汉大学主办
- 《中外法学》，北京大学主办
- 《比较法研究》，中国政法大学主办
- 《法学杂志》，北京市法学会主办
- 《法学论坛》，山东省法学会主办
- 《月旦法學雜誌》
- 《中国法律》
- 《台湾本土法学杂志》
- 《台湾法律網電子報》
- 《现代法学》

## 英文期刊
- 《哈佛法律评论》（Harvard law review）
- 《哈佛国际法杂志》（Harvard International Law Journal）
- 《哈佛立法杂志》（Harvard Journal on Legislation）
- 《耶鲁法律杂志》（The Yale law journal）
- 《耶鲁国际法杂志》（Yale Journal of International Law）
- 《美国国际法杂志》（American Journal of International Law）
- 《宾州大学国际经济法杂志》（University of Pennsylvania Journal of International Economic Law）
- 《商法律师》（Business Lawyer）
- 《立法研究季刊》（Legislative Studies Quarterly）
- 《密歇根大学国际法杂志》（Michigan Journal of International Law）
- 《密歇根法律评论》（Michigan Law Review）
- 《美国比较法杂志》（merican Journal of Comparative Law）
- 《乔治敦法律杂志》（Georgetown Law Journal）
- 《加利福尼亞法律评论》（California Law Review）
- 《哥伦比亚法律评论》（Columbia Law Review）
- 《哥伦比亚大学跨国法律杂志》（Columbia Journal of Transnational Law）
- 《弗吉尼亚大学国际法杂志》（Virginia Journal of International Law）
- 《哥伦比亚人权法律评论》（Columbia Human Rights Law Review）
- 《西北大学国际法和商业杂志》（Northwestern Journal of International Law and Business）
- 《宾州大学法律评论》（University of Pennsylvania Law Review）
- 《杜克大学比较法和国际法杂志》（Duke Journal of Comparative and International Law）
- 《斯坦福法律评论》（Stanford Law Review）
- 《国际法和比较法季刊》（International and Comparative Law Quarterly）
- 《剑桥法律杂志》（Cambridge Law Journal）
- 《欧洲法律评论》（European Law Review）
- 《国际经济法杂志》（Journal Of International Economic Law）
- 《欧洲国际法杂志》（European Journal Of International Law）
- 《牛津法律研究杂志》（Oxford Journal of Legal Studies）